# Tangi (ruhadarab)

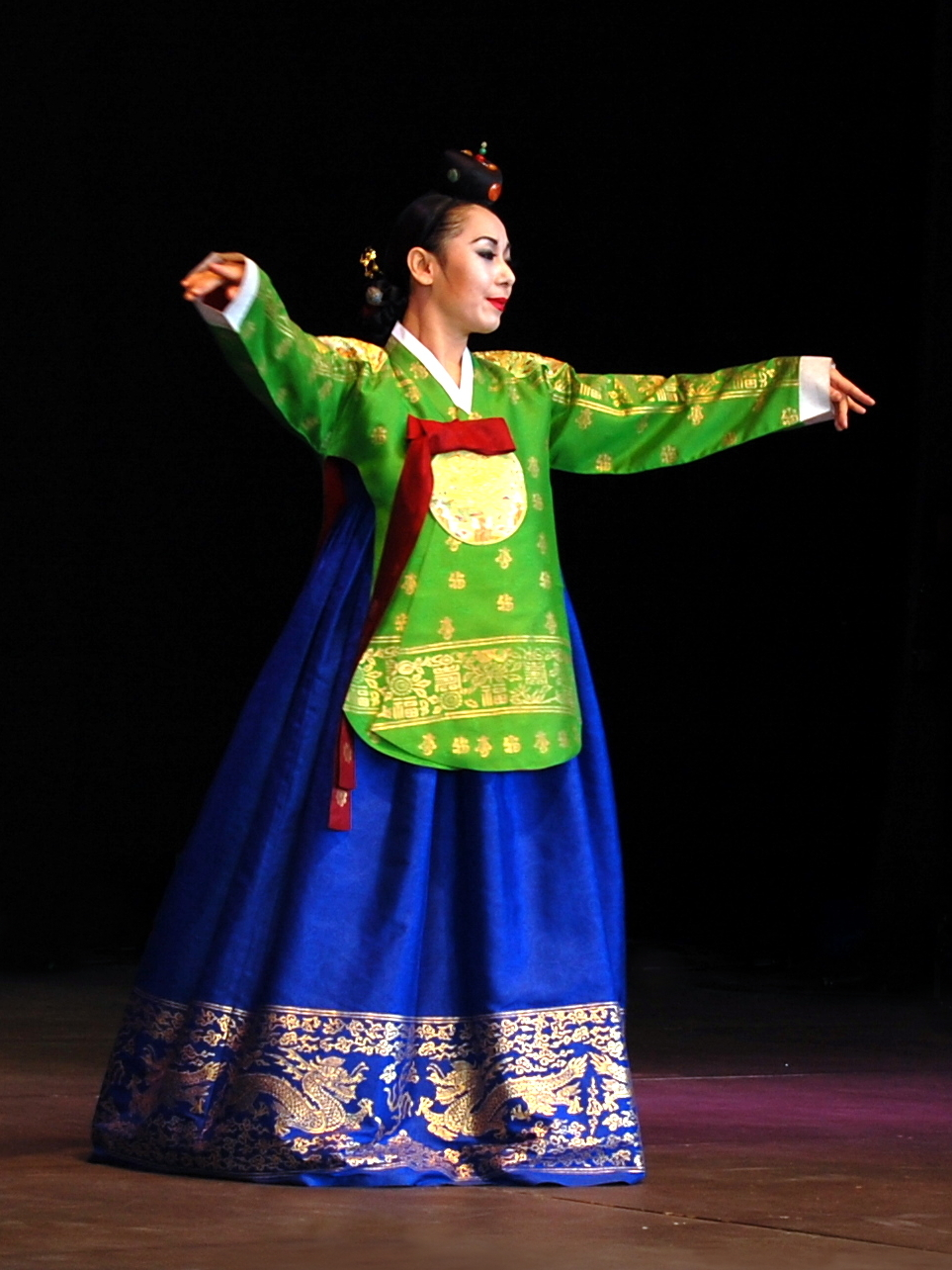
Zöld tangit és kék cshimát viselő modell

A tangi (hangul: 당의, handzsa: 唐衣, RR: dangui) a koreai női hanbok viselet egy felsőruházati darabja, melyet az udvarhölgyek mindennapi viseletként hordtak, a nemes hölgyek pedig kisebb ceremóniákhoz viseltek. A köznép esküvői ruhaként viselhette. Egyéb nevei: tangdzsogori (당저고리), tangdzsokszam (당적삼), tanghanszam (당한삼).

## Eredete
Eredete bizonytalan, bár egyes elméletek szerint Kínából származik, mivel a handzsa olvasatban a 唐 írásjegy szerepel, ami a Tang-dinasztiát jelöli. Annyi mindenesetre bizonyos a korabeli dokumentumokból, hogy a Csoszon-kor közepén már viselték, mivel I Dzse (이재, 1680–1746), a Szarje phjollam (사례편람, „A négy rítus egyszerű leírása”) című dokumentumban is megemlíti.

## Jellegzetességei
A tangit a királynék, a királyi ágyasok, az udvarhölgyek és a jangban nemesasszonyok viselték a Csoszon-korban a csogori fölött. Többféle színben is létezett, de a zöld változat volt a legelterjedtebb. Kétféle változata létezett, az úgynevezett „kétrétegű” (겹당의, kjoptangi), melyet télen hordtak, és a nyári „egyrétegű” (홑당의, hottangi).
A tangi hasonlít a csogorira, azonban elöl és hátul háromszor olyan hosszú, oldalt fel van vágva és az ujjai is szűkek. A zöld tanggihoz általában piros korumot (az öltözék rögzítésére szolgáló szalag) párosítottak.
Az egyszerű emberek által viselt esküvő tangi színe és mintázata nem lehetett hasonló az udvarban élők által viseltével. A királyi család női tagjainak tangiján kumbak (aranyozott) minták is szerepeltek.

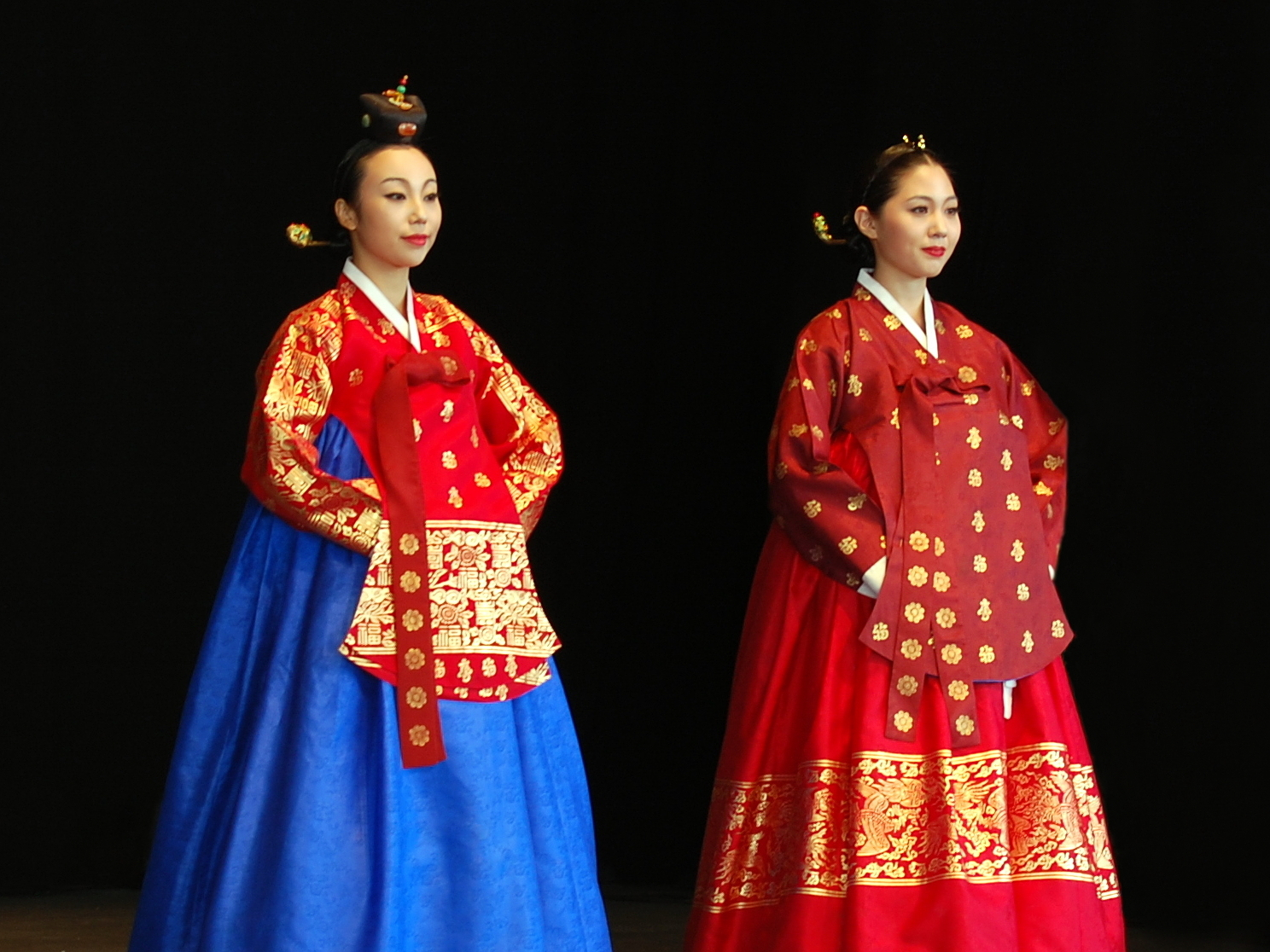
Piros tangi
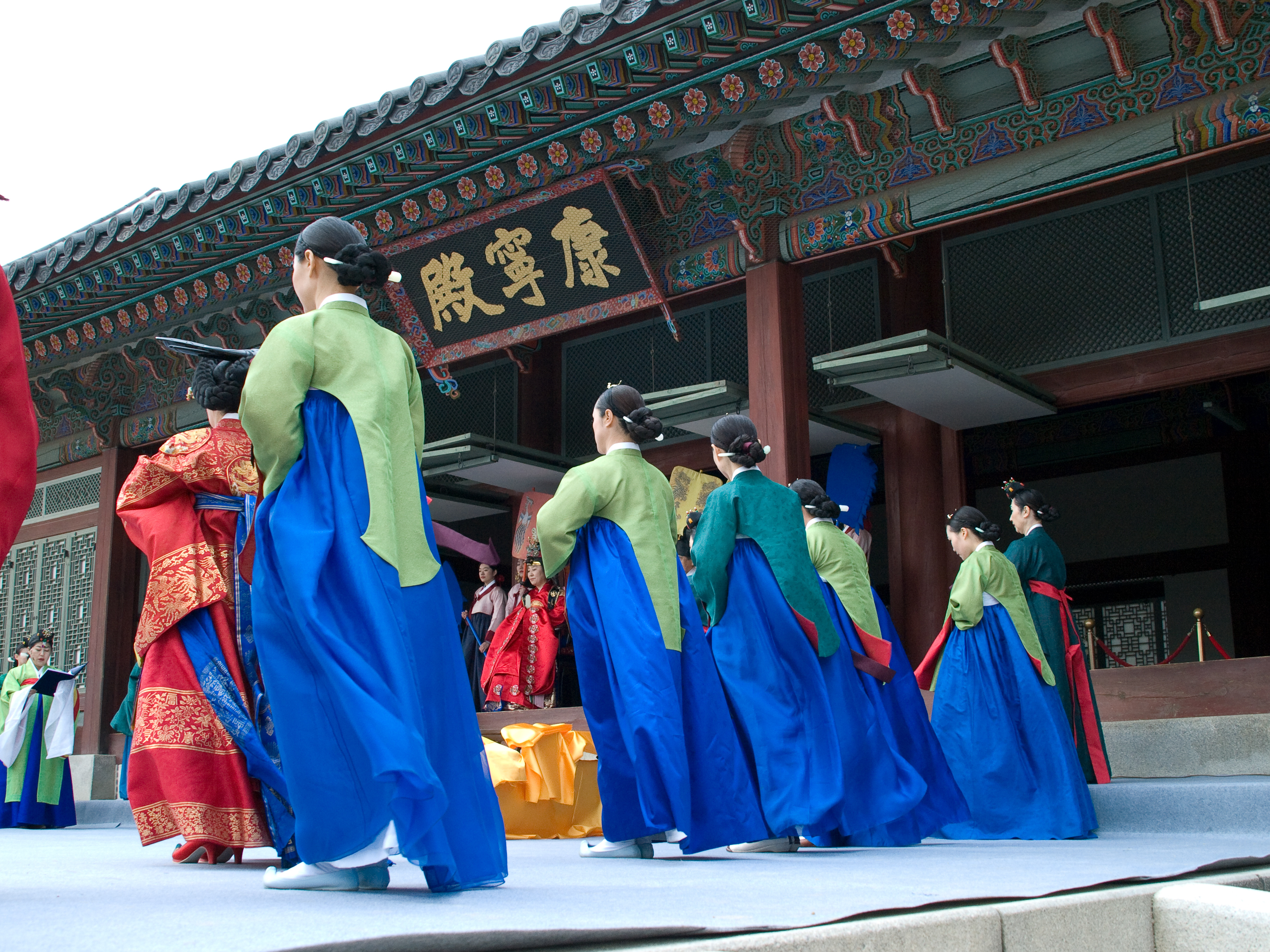
Udvarhölgyek zöld tangiban
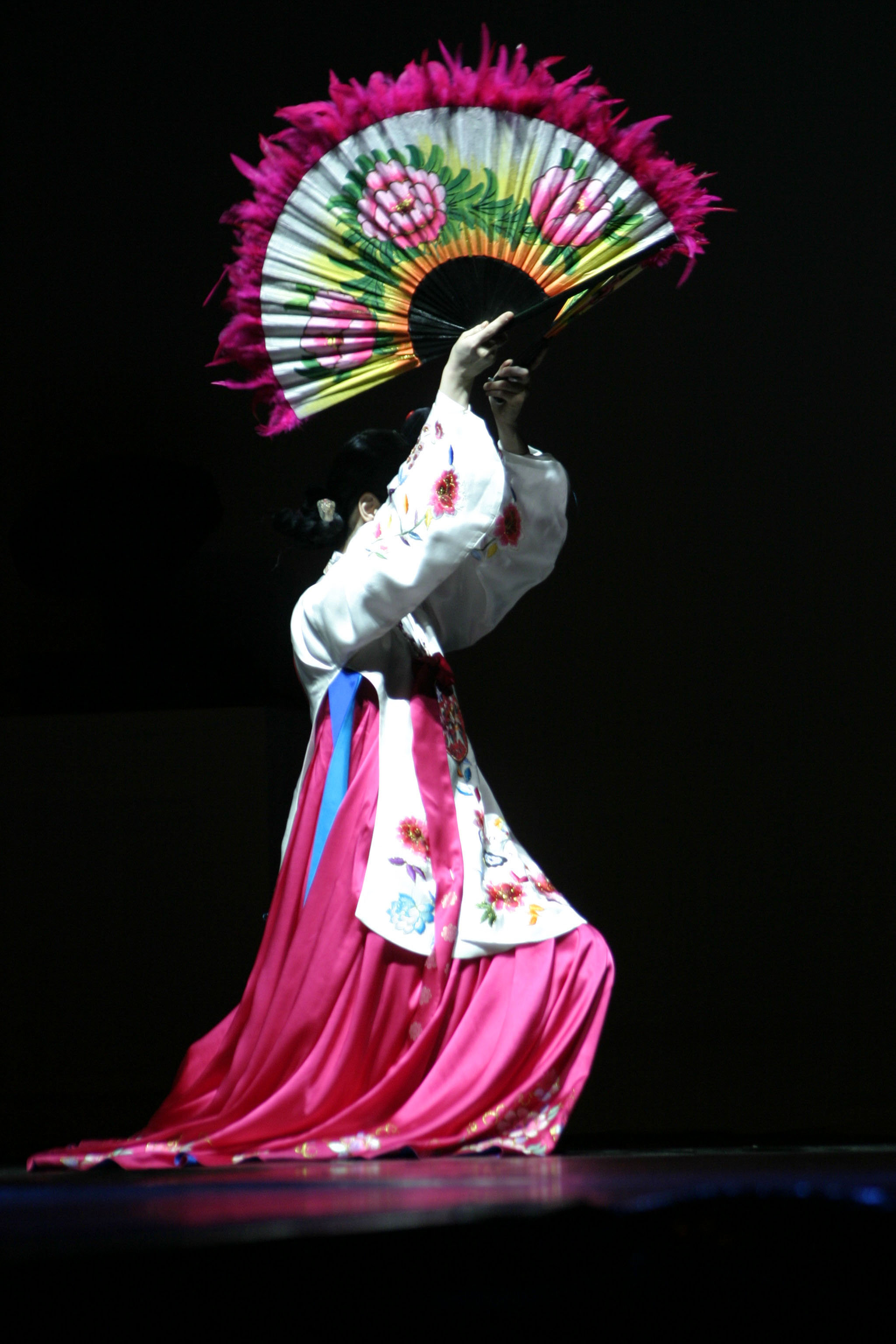
Táncos fehér tangiban

## Fordítás
- Ez a szócikk részben vagy egészben  a   Dangui című angol Wikipédia-szócikk fordításán alapul.  Az eredeti cikk szerkesztőit annak laptörténete sorolja fel. Ez a jelzés csupán a megfogalmazás eredetét és a szerzői jogokat jelzi, nem szolgál a cikkben szereplő információk forrásmegjelöléseként.

- A Wikimédia Commons tartalmaz Tangi témájú kategóriát.